# 의령 여씨 향제시도록 및 시조제단비
의령여씨 향제시도록 및 시조제단비(宜寧余氏 享祭時到錄 및 始祖祭壇碑)은 대한민국 경상남도 의령군에 있는 조선시대의 책과 비석이다. 2014년 3월 20일 경상남도 문화재자료 제582호 의령여씨 향제시도록로 지정되었다가, 2015년 4월 16일 시조제단비를 추가하여 의령여씨 향제시도록 및 시조제단비로 문화재 명칭이 추가되었다.

## 의령여씨 향제시도록
의령여씨 향제시도록(宜寧余氏 享祭時到錄) 표제에는 시도기(時到記)로 되어 있고 책등에는 향제시도록이라 적혀 있으며, 필사본이다. 여중묵(余重默)의 친필로 보이는 ｢비단일록서(碑壇日錄序)｣ 2면이 권두에 실려 있으며, 1면에 17자 8행씩 적혀 있다. 그 뒤 정서(淨書)되어 있는 본문은 1면당 총 10행이며, 평균적으로 1행 20자씩 기록되어 있다. 총 461면이다.
책의 내용은 비단일록 및 시도기의 두 부분으로 구분할 수 있다. 전체 461면 가운데, 비단일록은 4-19면까지 기록되어 있으며, 나머지는 시도기에 해당하는 내용이 기재되어 있다. 비단일록은 여중묵이 안동을 출발하는 때인 1807년 2월 26일로부터 의령 정암에 비석을 세우는 일자인 동년 12월 4일까지 일의 진행 과정 및 관련 사항들을 기록하고 있다.
시도기는 1807년 12월 4일 입비(立碑)한 후 처음으로 행해진 제례로부터 시작하여 1943년 10월 10일의 제례까지 기재되어 있다. 〈향제시도록〉은 의령군 의령읍 정암에 세워져 있는 의령여씨 시조공의 비석 및 비각이 설치된 경위 및 제향의 시행 등을 상세히 알 수 있는 자료이다. 또한 1807년으로부터 1943년까지 총 136년간의 기록이 수록되어 있어 당시 제향과 관련한 지역별 종회의 참여율, 소요된 경비 및 출자 금액 등의 경제 상황, 의령여씨 가문의 봉선(奉先) 의식 등을 사적인 흐름 속에서 파악할 수 있는 중요한 자료라고 판단된다.

## 의령여씨 시조제단비
의령 정암리 남강변 정암정 동쪽 절벽 아래에 세워져 있는 「의령여씨 시조제단비」는 이 "향제시도록"의 결과물이면서 그 이후 줄곧 해마다 제향하던 제단에 세워진 것이다. 1807년에 세워진 것으로, 글은 대사간을 지낸 의성인 김한동(金翰東)이 짓고, 글씨는 단성에 거주하던 선비 합천인 이의선(李宜璿)이 쓴 것이다.
비문에는 시조 묘소에 대한 족보의 기록을 따라 여러 차례 찾아보았지만 증거가 될 만한 묘소를 찾지는 못하였고, 그래서 ‘우음(牛音)’과 가장 근접한 ‘우무(牛武, 井谷)’에 제단을 마련하여 제향하게 되었다는 것이다. 이 기록을 근거로 보면, 이들은 ‘우음곡’을 ‘우무실’과 같이 보아 ‘정곡’으로 비정하고, 다시 ‘정곡’은 ‘정암’이라 보고 지금의 정암진 인근 언덕을 제단비 설치 장소로 삼은 듯하다.

## 참고 자료
- 의령 여씨 향제시도록 및 시조제단비 - 국가유산청 국가유산포털